# Dennenpijlstaart
De dennenpijlstaart (Sphinx pinastri) is een vlinder uit de familie van de pijlstaarten (Sphingidae). 

## Kenmerken
Deze vlinder heeft een grijze basiskleur met een wisselende licht- en donkertekening. Het zijn grote, forsgebouwde vlinders met een lange roltong. De spanwijdte bedraagt tussen de 70 en 90 millimeter.

## Waardplanten
De waardplanten van de rups zijn onder andere de grove den, alpenden, Siberische den en de fijnspar. Voedselplanten van de vlinder zijn onder andere kamperfoeliesoorten.

## Verspreiding en leefgebied
De vlinder vliegt bij het schemeren van april tot en met augustus. Het verspreidingsgebied beslaat het gehele Palearctisch gebied en de vlinder komt als exoot ook voor in het Nearctisch gebied.